# Veszjolije ulibki
A Veszjolije ulibki (Весёлые улыбки) vagy angolul Happy Smiles a t.A.T.u harmadik stúdióalbuma. Az album eredeti címe „Upravlenyie otbroszami” volt (angolul, a "Waste Management"), eredetileg 2007. december 25-én jelent volna meg, de elhalasztották 2008 áprilisára. Ekkor megint elhalasztották szeptemberre, később 2008. október 17-én mutatták be.

## Dalok
- Az album első dalát, a Belij Plascsikot 2007 novemberében adták ki. A dal klipjét november 29-én adták ki.
- A második számot, a 220-at 2008 áprilisában bocsátották ki. A zene videóklipje 2008 júniusa óta megtekinthető.
- Az harmadik szám, a "You and I" 2008. szeptember 12-én jelent meg.
- A negyedik dalt, a Sznyegopadit 2009 áprilisában adták ki videóklippel együtt.

## Dallista
| #  | Dalcím                                                                               | Hossz |
| -- | ------------------------------------------------------------------------------------ | ----- |
| 1  | "Intro" (csak hangszer)                                                              | 3:09  |
| 2  | Belij Plascsik (oroszul: Белый плащик; angolul: White Robe)                          | 3:16  |
| 3  | "You and I" (oroszul: ; angolul: )                                                   | 3:16  |
| 4  | "Sznyegopadi" (oroszul: Снегопады ; angolul: Snowfalls )                             | 3:12  |
| 5  | 220 (oroszul: ; angolul: Sparks)                                                     | 3:10  |
| 6  | "Marszianszkije glaza" (oroszul: Марсианские глаза; angolul: Martian Eyes)           | 3:10  |
| 7  | "Cselovecski" (oroszul: Человечки; angolul: Little People)                           | 3:27  |
| 8  | "Veszjolije ulibki" (csak hangszer) (oroszul: Весёлые улыбки; angolul: Happy Smiles) | 2:05  |
| 9  | "Running Blind"                                                                      | 3:40  |
| 10 | "Fly on the Wall"                                                                    | 3:59  |
| 11 | "Vremja Luni" (oroszul: Время Луны; angolul: Time of the Moon)                       | 3:39  |
| 12 | "Nye zsalej" (oroszul: Не жалей; angolul: Don't Regret)                              | 3:06  |